# Palais ducal de Béjar
Le palais ducal de Béjar (également connu sous le nom de palais des comtes de Béjar est un monument situé dans la ville de Béjar, dans la communauté autonome de Castille-et-León en Espagne. Il a été déclaré monument historique national en 1931.

## Description
La construction originale qui se situait sur le site est un château de forme quadrangulaire avec des tours qui s'est vraisemblablement construit en même temps que les murailles de la ville, lors de la reconquête chrétienne. L'aspect actuel du palais est dû à Francisco de Zúñiga y Sotomayor (es), noble espagnol et duc de Béjar (es) qui l'a rebâti à la même époque que les jardins Renaissance (XVIe siècle).

## Histoire du duché
Le peintre Juan Andres Ricci, devenu moine bénédictin en 1627, dédia son traité sur La Peinture sage (1660-1662), à la duchesse de Béjar.

### Sources
- (es) Cet article est partiellement ou en totalité issu de l’article de Wikipédia en espagnol intitulé « Palacio Ducal de Béjar » (voir la liste des auteurs).